# Horseshoe Bridge
Pour les articles homonymes, voir Horseshoe.

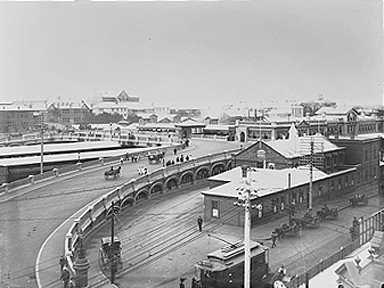
Photographie représentant le Horseshoe Bridge vers 1904-1905.

Le Horseshoe Bridge est un pont routier australien situé dans le Central business district de la ville de Perth, en Australie-Occidentale. Il doit son nom à sa forme originale semblable à celle d'un fer à cheval, ou horseshoe en langue anglaise.